# Wennemar Haarmann
Wennemar Haarmann (* 18. April 1914 in Dortmund; † 5. Mai 1993 in Celle) war ein deutscher Verwaltungsjurist und Landrat im Kreis Stormarn.

## Leben
An der Ruprecht-Karls-Universität begann Haarmann Rechts- und Staatswissenschaften zu studieren. 1932 wurde er im Corps Guestphalia Heidelberg recipiert. Als Inaktiver wechselte er an die  Universität Leipzig und die Westfälische Wilhelms-Universität Münster. Am Oberlandesgericht Hamm bestand er 1935 das erste Staatsexamen. Als Referendar wurde er 1941 in Heidelberg zum Dr. iur. promoviert. Das zweite Staatsexamen bestand er 1943 am Kammergericht in Berlin. Nach Kriegsdienst und Gefangenschaft trat er 1945 in den Dienst der Stadt Hagen. 1950–1957 war er Stadtdirektor in Lüdenscheid. Am 25. Juni 1957 wählte ihn der Kreistag zum Landrat im Kreis Stormarn. Insgesamt war er 18 Jahre in diesem Amt tätig. Er initiierte die „Arbeitsgemeinschaft Hamburger Randkreise“, um deren Interessen gegenüber der Metropole besser vertreten zu können. Außerdem war er Vorsitzender des schleswig-holsteinischen Landkreistages sowie Kreisvorsitzender des DRK und des Volksbundes Deutsche Kriegsgräberfürsorge. Nach seinem Ausscheiden aus dem Amt ließ er sich als Rechtsanwalt in Bad Oldesloe nieder.

## Ehrungen
- Freiherr-vom-Stein-Medaille (Schleswig-Holstein) (1963)
- Verdienstorden der Bundesrepublik Deutschland, Bundesverdienstkreuz 1. Klasse (1974)

## Schriften
- Gemeinsame Landesplanung Schleswig-Holstein/Hamburg, in: Deutsches Verwaltungsblatt, 1966, Seiten 292–300
- Die Hamburg-Rand-Planung aus der Sicht der schleswig-holsteinischen Kreise, in: Raumordnung an der Niederelbe. Methoden und Ziele, Kiel, Hamburg, Hannover, 1968, Seiten 79–93